# Herdenkingsmunten 50-jarig jubileum van het Verdrag van Rome
Op 8 mei 2006 maakten EU-commissaris Joaquín Almunia en toenmalig voorzitter van de Europese Raad (en de Luxemburgse premier) Jean-Claude Juncker bekend dat er op 25 maart 2007 een speciale €2 herdenkingsmunt uitgegeven zal worden. De munt is door alle EU-landen – die tevens in de eurozone zitten – uitgegeven, met ieder land zijn eigen versie. Dat betekent dat Monaco, San Marino en Vaticaanstad er geen hebben uitgebracht. De munt is uitgegeven ter gelegenheid van het 50-jarig jubileum van het Verdrag van Rome. Dat verdrag werd op 25 maart 1957 in de Italiaanse hoofdstad Rome getekend door de landen België. Frankrijk, Italië, Luxemburg, Nederland en West-Duitsland en betekende het begin van de Europese Economische Gemeenschap (EEG).

## Ontwerp van de munt
De munt toont het verdrag met de handtekeningen van de zes stichtende landen op een achtergrond die doet denken aan de bestrating – ontworpen door Michelangelo – van de Piazza del Campidoglio in Rome, waar het Verdrag op 25 maart 1957 werd ondertekend, de geboorte van de hedendaagse Europese Unie. Daar direct boven staat Europa. Bovenaan het midden van de munt staat de tekst Verdrag van Rome 50 jaar, in de nationale taal of talen. Aan de onderkant staat de titel van het desbetreffende land, ook in de nationale taal of talen. Op de Nederlandse munt staat dus: Koninkrijk der Nederlanden. Op de buitenste, zilverkleurige rand staan traditiegetrouw de twaalf sterren van de Europese Unie afgebeeld.

## Uitzonderingen
Alle munten werden op bovenstaande manier geslagen met uitzondering van de Belgische en de Luxemburgse munt.
- De eerste uitzondering is de Belgische munt waarop enkel de landsnaam in de nationale talen staat: het Nederlands, Frans en Duits, waarop de tekst Europa in het Nederlands, Frans en Duits staat en de tekst Verdrag van Rome 50 jaar in het Latijn. Het opschrift luidt PACTVM ROMANVM QVINQVAGENARIVM, EUROPA/E en BELGIQUE-BELGIE-BELGIEN.

- De tweede uitzondering is de Luxemburgse munt, die als gevolg van bepaalde wetten, de beeltenis van de huidige groothertog moet bevatten. Daarom staat diens hologram op de Luxemburgse munten.

| Afbeelding | Land                 | Opschrift                                                         | Oplage     |
| ---------- | -------------------- | ----------------------------------------------------------------- | ---------- |
|            | Eurolanden van de EU | TREATY OF ROME 50 YEARS, EUROPE, ISSUING COUNTRY                  | 87.657.666 |
|            | België               | PACTVM ROMANVM QVINQVAGENARIVM, EUROPA/E, BELGIQUE-BELGIE-BELGIEN | 5.040.000  |
|            | Duitsland            | RÖMISCHE VERTRÄGE 50 JAHRE, EUROPA, BUNDESREPUBLIK DEUTSCHLAND    | 30.865.630 |
|            | Finland              | ROOMAN SOPIMUS 50 V, EUROOPPA, SUOMI FINLAND                      | 1.400.000  |
|            | Frankrijk            | TRAITÉ DE ROME 50 ANS, EUROPE, RÉPUBLIQUE FRANÇAISE               | 9.406.875  |
|            | Griekenland          | ΣΥΝΘΗΚΗ ΤΗΣ ΡΩΜΗΣ 50 XPONIA, ΕΥΡΩΠΗ, ΕΛΛΗΝΙΚΗ ΔΗΜΟΚΡΑΤΙΑ          | 3.973.549  |
|            | Ierland              | conradh na róımhe 50 blıaın, an eoraıp, éıre                      | 4.650.112  |
|            | Italië               | TRATTATI DI ROMA 50° ANNIVERSARIO, EUROPA, REPUBBLICA ITALIANA    | 5.000.000  |
|            | Luxemburg            | TRAITÉ DE ROME 50 ANS, EUROPE, LËTZEBUERG                         | 2.046.000  |
|            | Nederland            | VERDRAG VAN ROME 50 JAAR, EUROPA, KONINKRIJK DER NEDERLANDEN      | 6.355.500  |
|            | Oostenrijk           | VERTRAG VON ROM 50 JAHRE, EUROPA, REPUBLIK ÖSTERREICH             | 9.000.000  |
|            | Portugal             | TRATADO DE ROMA 50 ANOS, EUROPA, PORTUGAL                         | 1.520.000  |
|            | Slovenië             | RIMSKA POGODBA 50 LET, EVROPA, SLOVENIJA                          | 400.000    |
|            | Spanje               | TRATADO DE ROMA 50 AÑOS, EUROPA, ESPAÑA                           | 8.000.000  |

## Andere munten met dit thema
Er zijn ook landen die niet in de eurozone zitten maar wel een munt met als thema "50 jaar Verdrag van Rome" uitbrengen:
| Afbeelding | Land      | Opschrift                                                          | Oplage | Waarde    |
| ---------- | --------- | ------------------------------------------------------------------ | ------ | --------- |
|            | Cyprus    | ΣΥNΘHKH ΤΗΣ ΡΩΜΗΣ - 50 XPONIA, EUROPE, £1, ROMA ANLAŞMASI - 50 YIL |        | 1 pond    |
|            | Hongarije | MAGYAR KÔZTÁRSASÁG, 50 ÉVES, EURÓPA, A RÓMAI SZERZÖDÉS, 2007       |        | 50 forint |